# Emanuele Muzio
Emanuele (Donnino) Muzio, né le 24 août 1821 à Zibello et mort à Paris le 27 novembre 1890 est un compositeur, chef d'orchestre et professeur de chant italien, ami et seul élève de Giuseppe Verdi.

## Biographie
La famille d'Emanuele Muzio s'installe en 1826 à Busseto où il reçoit ses premiers enseignements de Ferdinando Provesi et de Margherita Barezzi. Il  chante comme soliste dans les églises de la région, étudie les lettres et la philosophie puis reprend ses études musicales et est nommé organiste à Busseto. En 1843 il obtient une bourse d'études du Mont de Piété de Busseto pour se rendre à Milan où il étudie avec Giuseppe Verdi auquel il voue une affection sans borne. Les lettres qu'il adresse à Antonio Barezzi pendant cette période fourmillent de renseignements sur la vie du maestro. Muzio travaille ensuite comme adaptateur pour Ricordi. Impliqué dans les mouvements insurrectionnels de 1848, il doit se réfugier en Suisse. 
Rentré à Milan, il compose sans grande fortune des mélodrames et se consacre entièrement à la carrière de chef d'orchestre. Il acquiert une bonne réputation en Belgique, Angleterre (où il est compositeur et chef de la musique du Her Majesty's Theatre), Espagne, Égypte, États-Unis, Cuba, France (où il dirige pendant six ans le théâtre des Italiens). Devenu l'un des meilleurs chefs du répertoire verdien, il est choisi par Verdi pour diriger la première de Aida au Caire en 1871. En 1875 il fixe sa résidence à Paris se consacrant à l'enseignement du chant qu'il avait déjà exercé aux États-Unis : de son école est issue entre autres Adelina Patti. C'est lui qui présente Verdi à son autre ami, le peintre Boldini, auteur du plus célèbre des portraits du maestro. 
Il meurt à Paris à la suite d'une longue maladie. Verdi n'aura connaissance qu'après la disparition de son ami de la dernière lettre que lui écrivit celui-ci :

« Je partirai bientôt pour l'autre monde avec beaucoup d'affection et d'amitié pour vous et votre bonne et chère épouse. Je vous ai beaucoup aimés tous les deux, et rappelez-vous que, depuis 1844, ma fidèle amitié ne vous a jamais manqué. Souvenez-vous quelquefois de moi. Nous nous reverrons, le plus tard possible, dans l'autre monde. Mille et mille baisers de votre fidèle et affectionné, E. Muzio »

## Discographie
En 2002 le Quatuor Hagen a enregistré sa transcription pour quatuor à cordes de Luisa Miller (Deutsche Grammophon)